# Шумилов, Андрей Антипович
Андрей Антипьевич (Антипович) Шумилов (04.07.1904 — 09.06.1975) — председатель Шилкинского райисполкома (Читинская область), Герой Социалистического Труда (14.12.1957).
Родился 4 июля 1904 года в селе Лукино Нерчинского уезда Забайкальской области (ныне Балейский район Забайкальского края).
С 15-летнего возраста работал в старательской артели.
С 1927 года председатель Лукинского сельсовета. В 1935—1939 годах — председатель Балейского городского и районного Советов депутатов трудящихся. В 1939—1942 годах — директор Читинского треста пригородных совхозов.
С 1942 по 1951 год — председатель Калганского, Газимуро-Заводского и Нерчинского (с 1945) райисполкомов.
В 1951—1953 годах слушатель советско-партийной школы.
С августа 1953 по 1958 год председатель Шилкинского районного Совета депутатов трудящихся.
Совместно с первым секретарём райкома И. А. Вагиным провёл ряд мероприятий по подъему сельскохозяйственного производства (объединение колхозов в более крупные и укрепление их экономики, создание совхозов, техническое переоснащение хозяйств, строительство механизированных животноводческих ферм). В результате район вышел в число передовых в Читинской области по производству зерна, мяса, молока и шерсти.
Указом Президиума Верховного Совета СССР от 14 декабря 1957 года за успехи в деле развития сельского хозяйства и получение высоких показателей по производству продуктов сельского хозяйства присвоено звание Героя Социалистического Труда с вручением ордена Ленина и золотой медали «Серп и Молот».
С 1958 г. первый секретарь Борзинского райкома КПСС.
После выхода на пенсию жил в Чите. Умер 9 июня 1975 года.